# Miramar-El Marquesado
Se denomina Miramar - El Marquesado a la aglomeración urbana que se extiende entre las localidades argentinas de Miramar, partido de General Alvarado y El Marquesado, partido de General Pueyrredón, ambas dentro de la provincia de Buenos Aires, sobre la costa del mar Argentino.
Cuenta con 29,629 habitantes (Indec, 2010).
En el anterior censo contaba con 24,517 habitantes (Indec, 2001), lo que representa un incremento del 20,8%. Cabe aclarar que en el censo de 1991, figuraban como localidades separadas.
| Localidad     | Partido            | Población (2010) | Población (2001) | Población (1991) | Variación Intercensal (2001 - 2010) |
| ------------- | ------------------ | ---------------- | ---------------- | ---------------- | ----------------------------------- |
| Total         |                    | 29.629           | 24.517           | 19.655           | 20,8%                               |
| Miramar       | General Alvarado   | 29.433           | 24.317           | 19.569           | 21,4%                               |
| El Marquesado | General Pueyrredón | 196              | 200              | 86               | -2%                                 |